# Bite (Macadade)
Bite ist eine Aldeia auf der südostasiatischen Insel Atauro, die zu Osttimor gehört. 2015 hatte die Aldeia 374 Einwohner.

## Geographie
Bite liegt im Osten des Sucos Macadade (Gemeinde Atauro), im Inneren der Insel. Südlich befindet sich die Aldeia Berau, westlich die Aldeia Anartuto und im Nordosten die Aldeia Ili-Timur. Im Osten grenzt Bite an den Suco Maquili.
Im Osten befindet sich der Mano Côco, Atauros höchster Berg.
Die Siedlung Bite liegt im Nordosten der Aldeia, direkt östlich der Ortschaft Anartuto der gleichnamigen Aldeia.

## Einrichtungen
In Bite befinden sich eine medizinische Station, der Sitz des Sucos Macadade und die Kapelle Macadade.